# Juegos Olímpicos de San Luis 1904
Los Juegos Olímpicos de San Luis 1904, oficialmente conocidos como los Juegos de la III Olimpiada, se celebraron en San Luis, Estados Unidos, entre el 1 de julio y el 23 de noviembre de 1904. Participaron 651 atletas (645 hombres y 6 mujeres) de 12 países, compitiendo en 91 eventos de 16 deportes olímpicos, Los Juegos Olímpicos se llevaron a cabo como parte de la Feria Universal de San Luis en 1904. Por ello los organizadores distribuyeron las pruebas deportivas durante más de cuatro meses. A pesar de las enormes inversiones de dinero en la organización, el número de atletas participantes procedentes de otros países solo fue de 42; los organizadores apenas lograron interesar a los atletas de Europa en cruzar el Atlántico para participar en el evento. La baja cantidad de delegaciones con pocos atletas de otros países que terminaron por asistir, permitió al equipo estadounidense adueñarse casi exclusivamente del medallero tras obtener una enorme cantidad de preseas de cada metal e incluso casi seis veces más que el resto de las demás naciones medallistas juntas.
A pesar de la mala organización de estos Juegos, hubo algunos factores favorables que contribuyeron al movimiento olímpico, entre algunos a destacar, a partir de esta edición se inició la tradición de premiar con medallas de oro, plata y bronce al primer, segundo y tercer lugar de cada prueba respectivamente. Se incluyeron por primera vez la lucha estilo libre y el boxeo como deportes olímpicos. 
La ciudad de San Luis, Misuri, era entonces una pequeña pero influyente ciudad en la que se concentraba el comercio del algodón y mantenía una fuerte actividad comercial. La ciudad de Chicago había sido la sede original, elegida por el COI desde 1901, pero la amenaza de hacer juegos parecidos en la Feria Mundial en las mismas fechas y una campaña de desprestigio lograron que el COI buscara una mediación. La decisión definitiva sobre la elección de la sede la tomó el presidente estadounidense Theodore Roosevelt.
Los Juegos Olímpicos de 1904 estuvieron marcados por la segregación racial. El desfile inaugural, con el título de Anthropological Day (El Día Antropológico), mostraba a los espectadores miembros de razas supuestamente inferiores que luego competirían en eventos paralelos sin registro oficial. El barón de Coubertin, quien tampoco asistió a presenciarlos, calificó estos hechos como un espectáculo bochornoso.

## Grandes momentos
El estadounidense Archie Hahn, conocido como meteoro de Milwaukee, ganó las competiciones / competencias de los 60 m, 100 m y 200 m, fijando el récord olímpico para esta última especialidad en 21,6 segundos. Este récord perduraría durante 28 años.
En el lanzamiento de disco, los estadounidenses Martin Sheridan y Ralph Rose empataron en la final lanzando el disco a 39,28 m. Los jueces les concedieron una oportunidad de desempate, que aprovechó el primero de ellos.
En gimnasia, el estadounidense Anton Heida logró cinco victorias en potro con arcos, barra fija, salto largo, combinado y sexatlón por equipos, y un segundo puesto en paralelas. George Eyser consiguió 3 victorias en sexatlón por equipos, paralelas y subida de cuerda de 25 pies, dos medallas de plata en salto largo y potro con arcos y una medalla de bronce en barra fija.

## Deportes

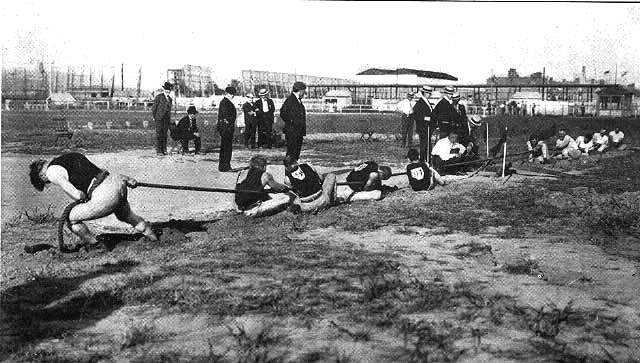
Una competición de tira y afloja en los Juegos Olímpicos de 1904.

18 disciplinas, comprendiendo 16 deportes, con 95 pruebas, fueron parte del programa olímpico en 1904.

#### Deportes oficiales
- Atletismo (25)
- Boxeo (nuevo) (7)
- Ciclismo en pista (7)
- Esgrima (5)
- Fútbol (1)
- Gimnasia artística (11)
- Golf (2)
- Halterofilia (2)
- Lacrosse (nuevo) (1)
- Lucha libre (nuevo) (7)
- Natación (9)
- Remo (5)
- Roque (nuevo) (1)
- Saltos (nuevo) (2)
- Tenis (2)
- Tira y afloja (1)
- Tiro con arco (6)
- Waterpolo (1)

#### Deportes de exhibición
- Baloncesto (1)
- Béisbol (1)
- Fútbol Americano (1)
- Fútbol Gaélico (1)
- Hurling (1)

## Países participantes

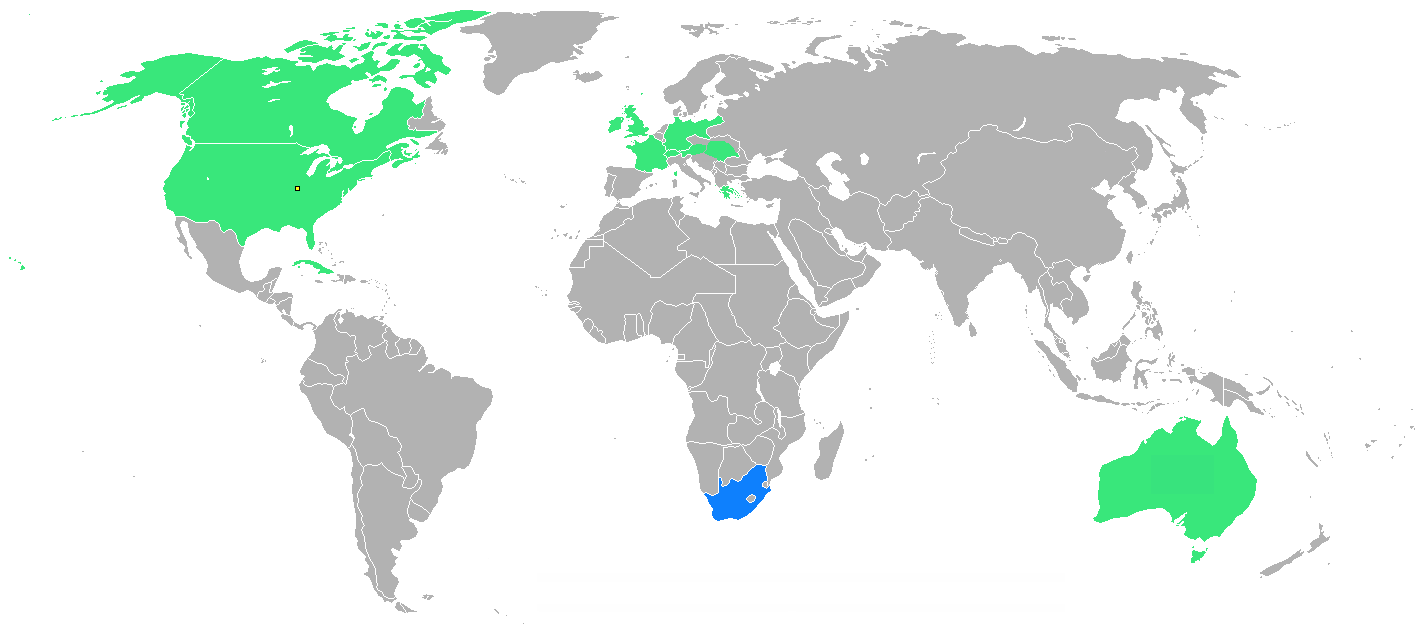
Países participantes (en azul, los debutantes).

Alemania, Australia, Austria, Canadá, Cuba, Estados Unidos, Francia, Grecia, Hungría, Reino Unido, Sudáfrica, Suiza.
Algunas fuentes mencionan que Italia, Noruega y Terranova también fueron participantes en estos juegos, pero eso no está confirmado por referencias fiables.

## Medallas
País organizador (Estados Unidos)
| Núm.  | País                 | Oro | Plata | Bronce | Total |
| ----- | -------------------- | --- | ----- | ------ | ----- |
| 1     | Estados Unidos (USA) | 79  | 83    | 80     | 242   |
| 2     | Alemania (GER)       | 4   | 4     | 5      | 13    |
| 3     | Cuba (CUB)           | 4   | 2     | 3      | 9     |
| 4     | Canadá (CAN)         | 4   | 1     | 1      | 6     |
| 5     | Hungría (HUN)        | 2   | 1     | 1      | 4     |
| 6     | Reino Unido (GBR)    | 1   | 1     | 0      | 2     |
| 6     | Equipo Mixto (ZZX)   | 1   | 1     | 0      | 2     |
| 8     | Grecia (GRE)         | 1   | 0     | 1      | 2     |
| 8     | Suiza (SUI)          | 1   | 0     | 1      | 2     |
| 10    | Austria (AUT)        | 0   | 0     | 1      | 1     |
| Total | Total                | 97  | 93    | 93     | 283   |